# Chaos Poznań

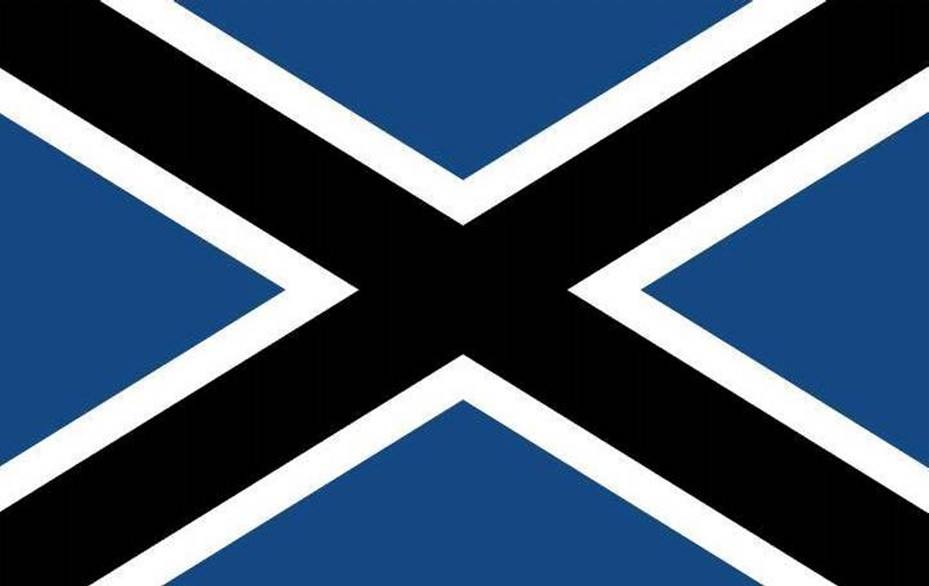
Flaga Chaosu Poznań

Chaos Poznań – polski zespół rugby z siedzibą w Poznaniu. Drużyna została założona w 2001 roku. Obecnie występuje w II lidze rugby.

## Historia

### Początki (2000-2006)
Historia Chaosu rozpoczyna się w 2000 roku gdy dwóch przyjaciół, zagorzałych kibiców Lecha Poznań postanowiło w wolnym czasie trenować rugby. Swoim pomysłem zarazili kolejnych kolegów co zaowocowało wspólnymi treningami jajowatą piłką nad Maltą. W powstaniu drużyny duży udział miał Paweł Borowski – były zawodnik Posnanii Poznań i KR Toruń, który początkowo pomagał chłopakom, udzielał im wskazówek, by ostatecznie zostać ich trenerem.
Pierwszym meczem w historii klubu było spotkanie z drużyną Old Boyów Posnanii Poznań, zakończone zwycięstwem tych drugich.
W sierpniu 2001 roku Chaos Poznań został zgłoszony do rozgrywek ligowych. Nazwa klubu „CHAOS” odnosi się do sposobu gry zespołu na początku jego istnienia, a tak tłumaczy ją jeden z założycieli drużyny: „Podeszliśmy krytycznie do naszego sposobu gry, który był jednym wielkim bałaganem, ogólnym chaosem...”.
| Sezon     | Rozgrywki ligowe | Rozgrywki ligowe | Rozgrywki ligowe | Puchar Polski (rozgrywki centralne) | Uwagi                                                           |  |
| Sezon     | Liga             | Liga             | Miejsce          | Puchar Polski (rozgrywki centralne) | Uwagi                                                           |  |
| --------- | ---------------- | ---------------- | ---------------- | ----------------------------------- | --------------------------------------------------------------- |  |
| 2002/2003 | II               | II liga          | 6/6              | Puchar Polski w rugby               | –                                                               |  |
| 2003/2004 | II               | II liga          | 7/8              | Puchar Polski w rugby               | Podział po rundzie jesiennej na grupy A (walcząca o awans) i B. |  |
| 2004/2005 | II               | II liga          | 5/8              | Puchar Polski w rugby               | Podział po rundzie jesiennej na grupy A (walcząca o awans) i B. |  |
| 2005/2006 | II               | II liga          | 8/8              | Puchar Polski w rugby               | Występy w grupie centralno-południowej.                         |  |

### Czasy Dragoni Mosina (2006-2010)
W 2006 roku z powodu problemów finansowych Chaos zdecydował się na przeprowadzkę do Mosiny. Powstanie klubu rugby w Mosinie związane jest z Dariuszem Piechockim, byłym reprezentantem Polski, grającym wcześniej w AZS AWF Warszawa i 1896 Bremen. W tym celu nawiązał współpracę z Pawłem Borowskim – prezesem klubu rugby Chaos Poznań i zaproponował przeniesienie klubu do podpoznańskiej miejscowości, gdzie istnieją dogodne warunki do trenowania i rozgrywania meczów. Końcowym efektem było powstanie zespołu Dragonia Mosina. Pod nowym szyldem klub występował w lidze do 2010 roku, kiedy to z powodów finansowych i kadrowych wycofał się ze startów w lidze.
| 2006/2007 | II | II liga         | 9/10  | Podział ligi na grupy północną i południową. | Puchar Polski w rugby                                   | – |  |
| 2007/2008 | II | II liga         | 7/7   | Brak                                         | Po rundzie jesiennej KR Mosina wycofał się z rozgrywek. |   |  |
| 2008/2009 | II | Liga regionalna | bd/bd | Brak                                         |                                                         |   |  |
| 2009/2010 | II | Liga regionalna | bd/bd | Brak                                         |                                                         |   |  |

### Odrodzenie zespołu i powrót do ligi (2013)
Od 2010 roku Chaos Poznań ograniczał się do pojedynczych startów w towarzyskich imprezach. Stan ten trwał do 2013 gdy trener Paweł Borowski wraz z kilkoma zawodnikami „starego Chaosu” postanowili wznowić regularne treningi, na które przybywało coraz więcej nowych miłośników dyscypliny. Wiosna 2014 roku to dla Chaosu Poznań starty w licznych turniejach i kilka meczów sparingowych. Jesienią 2014 roku drużyna ponownie zgłosiła się do rozgrywek polskiej II ligi rugby.
| 2014/2015 | II | II liga                               | 5/6   | Brak |                                                                                      | – |  |
| 2015/2016 | II | II liga                               | 8/9   | Brak | Po rundzie jesiennej podział ligi na grupy mistrzowską oraz pocieszenia.             |   |  |
| 2016      | II | Puchar Polski II ligi (gr. zachodnia) | 5/5   | Brak | Z powodu reorganizacji rozgrywek jesienią 2016 roku rozegrano Puchar Polski II ligi. |   |  |
| 2017      | II | II liga                               | 10/13 | Brak |                                                                                      |   |  |

## Sezon 2014/2015

### Skład
| Pokaż                 |           |             |                        |               |                |
| Zawodnik              | Pozycja   | Pochodzenie | Zawodnik               | Pozycja       | Pochodzenie    |
| --------------------- | --------- | ----------- | ---------------------- | ------------- | -------------- |
| Rafał Bartoszewski    | I Linia   | Polska      | Przemysław Bogaczyk    | Łącznik Młyna | Polska         |
| Jacek Biskupski       | I Linia   | Polska      | Przemysław Połczyński  | Łącznik Młyna | Polska         |
| Patryk Borkowski      | I Linia   | Polska      | Bartosz Włodarek       | Łącznik Młyna | Polska         |
| Łukasz Mądry          | I Linia   | Polska      | Krzysztof Kuśnierek II | Łącznik Ataku | Polska         |
| Krzysztof Peda        | I Linia   | Polska      | Piotr Kaszkowiak       | Środkowy      | Polska         |
| Krzysztof Kuśnierek I | I Linia   | Polska      | Michał Kaszkowiak      | Skrzydłowy    | Polska         |
| Mateusz Krzeminski    | I Linia   | Polska      | Mateusz Sawicki        | Środkowy      | Polska         |
| Łukasz Wiśniewski     | I Linia   | Polska      | Maciej Karliński       | Środkowy      | Polska         |
| Zbigniew Nowak        | I Linia   | Polska      | Tomasz Włoch           | Skrzydłowy    | Polska         |
| Dawid Woźniak         | II Linia  | Polska      | Daniel Gmiter          | Skrzydłowy    | Polska/ Kanada |
| Szymon Jęch           | II Linia  | Polska      | Mikołaj Piotrowicz     | Skrzydłowy    | Polska         |
| Przemysław Morawski   | II Linia  | Polska      | Piotr Waliszewski      | Skrzydłowy    | Polska         |
| Przemysław Plewiński  | II Linia  | Polska      | Paweł Gołacki          | Obrońca       | Polska         |
| Jacek Mielcarek       | III Linia | Polska      | Bartłomiej Karliński   | Obrońca       | Polska         |
| Piotr Mydlak          | III Linia | Polska      |                        |               |                |
| Michał Piotrowicz     | III Linia | Polska      |                        |               |                |
| Mateusz Płowens       | III Linia | Polska      |                        |               |                |
| Michał Wiśniewski (K) | III Linia | Polska      |                        |               |                |
| Mateusz Kaczmarek     | III Linia | Polska      |                        |               |                |

| Osoba               | Funkcja           | Pochodzenie |
| ------------------- | ----------------- | ----------- |
| Paweł Borowski      | Trener            | Polska      |
| Paweł Rodziejczak   | Trener            | Polska      |
| Krzysztof Kuśnierek | Kierownik drużyny | Polska      |

## Sezon 2015/2016

### Skład
| Pokaż                 |           |                |                      |               |             |
| Zawodnik              | Pozycja   | Pochodzenie    | Zawodnik             | Pozycja       | Pochodzenie |
| --------------------- | --------- | -------------- | -------------------- | ------------- | ----------- |
| Zbigniew Nowak        | I Linia   | Polska         | Przemysław Bogaczyk  | Łącznik Młyna | Polska      |
| Jacek Biskupski       | I Linia   | Polska         | Maciej Karliński     | Łącznik Młyna | Polska      |
| Patryk Borkowski      | I Linia   | Polska         | Rafał Słomiński      | Łącznik Ataku | Polska      |
| Maciej Wnuk           | I Linia   | Polska         | Mateusz Sawicki      | Środkowy      | Polska      |
| Krzysztof Peda        | I Linia   | Polska         | Piotr Kaszkowiak     | Środkowy      | Polska      |
| Krzysztof Kuśnierek I | I Linia   | Polska         | Piotr Waliszewski    | Środkowy      | Polska      |
| Mateusz Krzeminski    | I Linia   | Polska         | Joachim Mydlak       | Środkowy      | Polska      |
| Łukasz Wiśniewski     | I Linia   | Polska         | Tomasz Włoch         | Skrzydłowy    | Polska      |
| Piotr Minkin          | I Linia   | Polska         | Bartosz Kasiński     | Skrzydłowy    | Polska      |
| Dawid Woźniak         | II Linia  | Polska         | Dawid Wojcieszak     | Skrzydłowy    | Polska      |
| Przemysław Przybyła   | II Linia  | Polska         | Mikołaj Piotrowicz   | Skrzydłowy    | Polska      |
| Przemysław Morawski   | II Linia  | Polska         | Bartłomiej Karliński | Obrońca       | Polska      |
| Przemysław Plewiński  | II Linia  | Polska         |                      |               |             |
| Łukasz Mądry          | II Linia  | Polska         |                      |               |             |
| Piotr Mydlak (K)      | III Linia | Polska         |                      |               |             |
| Michał Piotrowicz     | III Linia | Polska         |                      |               |             |
| Mateusz Płowens       | III Linia | Polska         |                      |               |             |
| Daniel Gmiter         | III Linia | Polska/ Kanada |                      |               |             |
| Paweł Gołacki         | III Linia | Polska         |                      |               |             |
| Roman Biskupski       | III Linia | Polska         |                      |               |             |
| Przemysław Połczyński | III Linia | Polska         |                      |               |             |

| Osoba          | Funkcja | Pochodzenie |
| -------------- | ------- | ----------- |
| Paweł Borowski | Trener  | Polska      |

## Sukcesy

### Ważniejsze turnieje
- Turniej eliminacyjny MPR 7 – Gniezno 2014: 4. miejsce[3]

### Inne turnieje
- I Turniej plażowy - Śrem 2016: 1. miejsce
- IV Turniej Plażowy - Wolsztyn 2016: 3. miejsce
- Turniej rugby 7 - Winogradzka Pyra 2017: 1. miejsce
- Turniej rugby 7 - Wolsztyn 2017: 1. miejsce

## Sopot Beach Rugby
Chaos Poznań to stały uczestnik Memoriału E. Hodury znanego jako "Sopot Beach Rugby".
- 2014: 4. miejsce
- 2015: 16. miejsce
- 2016: 14. miejsce
- 2017: b/d

## Byli gracze
- Dariusz Działek

## Zespoły młodzieżowo-dziecięce

### Trelleborg Rugby Festival 2007
Miniżacy zajęli 2. miejsce w swojej kategorii wiekowej w międzynarodowym turnieju Trelleborg Rugby Festiwal 2007, który był rozgrywany w szwedzkim Trelleborgu w dniach 18-19 sierpnia 2007. W turnieju brało udział 50 drużyn w czterech kategoriach wiekowych z całej Europy. Polskę oprócz zespołu Dragonii reprezentowała także drużyna Ogniwa Sopot. Trenerem młodych rugbystów Dragoni był Dariusz Głogowski.
| Wyniki       | Wyniki   | Wyniki | Wyniki              |
| Faza         |          | Wynik  |                     |
| ------------ | -------- | ------ | ------------------- |
| Faza grupowa | Dragonia | 50-0   | Veltnar             |
| Faza grupowa | Dragonia | 80-0   | Trelleborg Pingwin  |
| Faza grupowa | Dragonia | 100-10 | Vanersborg          |
| Finał        | Dragonia | 10-15  | Berliner Rugby Club |

### Rosslyn Park 2010[4]
W marcu 2010 roku młodzicy Dragoni wzięli udział w jednym z największych na świecie turniejów. W swojej kategorii wiekowej zostali ostatecznie sklasyfikowani na 21. miejscu na 120 zespołów. Młodzików Dragoni prowadził duet trenerski – Dariusz Głogowski i Tomasz Borowski.
| Wyniki       | Wyniki   | Wyniki | Wyniki                |
| Faza         |          | Wynik  |                       |
| ------------ | -------- | ------ | --------------------- |
| Faza grupowa | Dragonia | 22-12  | Glandaf               |
| Faza grupowa | Dragonia | 27-14  | Churchers             |
| Faza grupowa | Dragonia | 24-14  | St. Georges Harpenden |
| Ćwierćfinał  | Dragonia | 10-20  | Judd                  |

## Sukcesy

### Młodzicy
- Międzywojewódzkie Mistrzostwa Młodzików – 2010: 4. miejsce[5]

### Żacy
- Mistrzostwa Polski – 2008: 4. miejsce
- Mistrzostwa Polski – 2009: 1. miejsce
- Mistrzostwa Polski – 2010: 4. miejsce[6]
- II Memoriał im. Mirosława Wojtani – 2009: 1. miejsce

### Miniżacy
- Mistrzostwa Polski – 2007: 3. miejsce
- Trelleborg Rugby Festival – 2007: 2. miejsce
- II Memoriał im. Mirosława Wojtani – 2009: 1. miejsce

## Ciekawostki
- Rugbyści Chaosu Poznań wzięli udział w nagraniu teledysku „Życie kur*wskie” poznańskiego rapera Peji.
- W czerwcu 2014 roku rugbyści Chaosu Poznań wystąpili w międzynarodowym turnieju „Belgrade Winner Rugby Sevens”, w którym zmierzyli się m.in. z reprezentacją Bułgarii w rugby 7 osobowym[7].
- Zawodnik Chaosu Poznań, Piotr Mydlak został w grudniu 2014 roku laureatem konkursu „Głosu Wielkopolskiego” – Sportowiec Amator Wielkopolski 2014[2].